# Odontopera tsekua
Odontopera tsekua är en fjärilsart som beskrevs av Eugen Wehrli 1931. Odontopera tsekua ingår i släktet Odontopera och familjen mätare. Inga underarter finns listade i Catalogue of Life.